# Pedro Duque
Pedro Francisco Duque Duque (Madrid, 14 de març de 1963) és un polític i enginyer aeronàutic, conegut principalment per haver estat el primer astronauta de nacionalitat espanyola. Entre 2018 i 2021 fou ministre de Ciència, Innovació i Universitats del Govern d'Espanya.

## Biografia
Es va llicenciar l'any 1986 a l'Escola Tècnica Superior d'Enginyers Aeronàutics de la Universitat Politècnica de Madrid amb matrícula d'honor, encara que fou el segon de la seva promoció. Aquest mateix any va començar a treballar en el grup empresarial espanyol GMV, on va ser destinat al Centre Europeu d'Operacions Espacials (ESOC), situat a la ciutat alemanya de Darmstadt, per realitzar treballs en el marc de l'Agència Espacial Europea (ESA).
Després de la moció de censura contra Mariano Rajoy de 2018, per la qual Pedro Sánchez esdevingué president, Pedro Duque acceptà exercir el càrrec de ministre de Ciència, Innovació i Universitats.

## Vida a l'espai
L'any 1992 va ser seleccionat en un dels concursos que ha realitzat aquesta agència per a buscar persones que poguessin desenvolupar la feina d'astronauta. Posteriorment va entrenar-se a la Ciutat de les Estrelles de Moscou (Rússia) i als Estats Units. La seva primera missió espacial va ser la STS-95 del transbordador espacial Discovery, entre octubre i novembre de 1998, de nou dies de durada, durant la qual va supervisar el mòdul experimental de l'ESA. L'octubre de l'any 2003 Duque va participar en un altre viatge espacial, en el qual va ser llançat a l'espai amb la nau russa Soiuz, realitzant la tasca d'enginyer de vol i visitant l'Estació Espacial Internacional durant deu dies per a la realització de la Missió Cervantes.
El 1995 fou guardonat amb l'Ordre de l'Amistat, concedida pel president de Rússia Borís Ieltsin; el 1999 amb la Gran Creu al Mèrit Aeronàutic, concedida per Joan Carles I d'Espanya; i el mateix any amb el Premi Príncep d'Astúries de Cooperació Internacional, juntament amb els astronautes John Glenn, Chiaki Mukai i Valeri Poliakov per l'exploració pacífica de l'espai.
Des de novembre de 2004 a setembre de 2006 va treballar en l'Escola Tècnica Superior d'Enginyers Aeronàutics de la Universitat Politècnica de Madrid. Des d'octubre de 2006 a setembre de 2011 va dirigir l'empresa Deimos Imaging a Valladolid. Actualment i des d'octubre de 2012 treballa de nou com a astronauta a l'Agència Espacial Europea.